# Acyclania tenebrosa
Acyclania tenebrosa is een beervlinder uit de familie van de spinneruilen (Erebidae). De wetenschappelijke naam van de soort is voor het eerst geldig gepubliceerd in 1911 door Dognin. De Acyclania tenebrosa komt voor in Argentinië, specifiek in Misiones. Het holotype ligt in het National Museum of Natural History in Washington D.C.. Een synoniem voor deze soort is: Caridarctia tenebrosa (Dognin, 1911).